# Triumph Thruxton
La Thruxton è una serie di motociclette bicilindriche prodotte dalla casa inglese Triumph. 
La prima serie Thruxton era una Café racer a edizione limitata, lanciata nel 1965. Dal 2004 è in commercio una versione "modern classic" che mantiene le caratteristiche delle cafè racer inglesi dell'epoca: raffreddamento ad aria (derivato dalla Bonneville), pedane arretrate, semimanubri stretti e spioventi, piccolo cupolino, strumenti analogici, silenziatori a coni rovesciati e codone.
Il modello 2004 è stato chiamato "Thruxton 900", e nel 2016 la 900 è stata sostituita da due modelli raffreddati ad acqua di 1200cc di cilindrata: la "Thriumph Thruxton" e la "Triumph Thruxton R" . La Thruxton  standard ha forcelle a cartuccia e disco flottante, mentre la versione "R" ha sospensioni Öhlins e pinze radiali. I modelli 900cc hanno un albero motore a 360°, mentre le nuove 1200cc hanno un albero a 270°.

## Il contesto
La moto prende il nome dal Circuito di Thruxton, in Hampshire, dove nel 1969 la Triumph ha vinto i primi tre posti nella gara endurance Thruxton 500 miglia. Queste gare hanno contribuito a creare il mito delle "café racer", quando le moto di produzione standard venivano modificate per migliorarne le prestazioni .
I modelli Thruxton 900 e 1200 sono prodotti nello stabilimento di Hinkley di John Bloor, ma l'originale Thruxton era una special sulla base della Bonneville, realizzata dalla fabbrica a Meriden, dove, dal maggio del 1965, la Triumph ha prodotto 52 Thruxton da gara omologabili . Le moderne Thruxton (e anche le Bonneville) sono molto meno estreme dell'originale. La Thruxton del '65 raggiungeva una velocità massima di oltre 230 km/h, la Thruxton 900 arriva ad "appena" 191 km/h 
La Thruxton 900 è dotata di un motore derivato dal potenziamento di quello Bonneville dello stesso anno, con nuove camme e pistoni allargati a 90 mm, per raggiungere la cubatura di 865 cc e la potenza di 70 CV (52 kW). Il telaio è a culla tubolare in acciaio. Le ruote sono a raggi tradizionali, 36 razze (18 x 2,5 pollici) davanti e 40 razze (17 x 3,5 pollici) dietro. La sospensione anteriore dispone di una forcella da 41 mm con regolazione di precarico mentre il posteriore ha un doppio ammortizzatore con precarico regolabile. I freni sono a disco, anteriore singolo da 320 mm con pinze a doppio pistoncino e un disco da 255 mm posteriore.
La fabbrica di Hinkley produce motori triple moderni che non sono di derivazione dei classici triple prodotti negli anni '60; al contrario, per i bicilindrici, si è ritenuto di vitale importanza rendere le nuove moto di stile classico simili alle loro antenate. Per esempio, anche se i motori sono a iniezione, gli iniettori sono fatti per assomigliare a carburatori.

## Caratteristiche tecniche
| Caratteristiche tecniche - Thruxton 900 (2004)                                  | Caratteristiche tecniche - Thruxton 900 (2004)                                                                                                   | Caratteristiche tecniche - Thruxton 900 (2004)                                                                                                   | Caratteristiche tecniche - Thruxton 900 (2004)                                                                                                   | Caratteristiche tecniche - Thruxton 900 (2004)                                                                                                   | Caratteristiche tecniche - Thruxton 900 (2004)                                                                                                   |
| Dimensioni e pesi                                                               | Dimensioni e pesi | Dimensioni e pesi | Dimensioni e pesi | Dimensioni e pesi | Dimensioni e pesi |
| ------------------------------------------------------------------------------- | --- | --- | --- | --- | --- |
| Ingombri (lungh.×largh.×alt.)                                                   | 2150 × 695 × ? mm | 2150 × 695 × ? mm | 2150 × 695 × ? mm | 2150 × 695 × ? mm | 2150 × 695 × ? mm |
| Altezze                                                                         | Sella: 790 mm | Sella: 790 mm | Sella: 790 mm | Sella: 790 mm | Sella: 790 mm |
| Interasse: 1490 mm                                                              | Interasse: 1490 mm | Massa a vuoto: 205 kg | Massa a vuoto: 205 kg | Serbatoio: 16 l | Serbatoio: 16 l |
| Meccanica                                                                       | | | | | |
| Tipo motore: Bicilindrico parallelo frontemarcia a 4 tempi                      | Tipo motore: Bicilindrico parallelo frontemarcia a 4 tempi                                                                                       | Tipo motore: Bicilindrico parallelo frontemarcia a 4 tempi                                                                                       | Tipo motore: Bicilindrico parallelo frontemarcia a 4 tempi                                                                                       | Raffreddamento: ad aria | Raffreddamento: ad aria |
| Cilindrata                                                                      | 865 cm³ (Alesaggio 90 × Corsa 68 mm) | 865 cm³ (Alesaggio 90 × Corsa 68 mm) | 865 cm³ (Alesaggio 90 × Corsa 68 mm) | 865 cm³ (Alesaggio 90 × Corsa 68 mm) | 865 cm³ (Alesaggio 90 × Corsa 68 mm) |
| Distribuzione: distribuzione bialbero a camme in testa                          | Distribuzione: distribuzione bialbero a camme in testa                                                                                           | Distribuzione: distribuzione bialbero a camme in testa                                                                                           | Alimentazione: due carburatori Keihin da 36 mm                                                                                                   | Alimentazione: due carburatori Keihin da 36 mm                                                                                                   | Alimentazione: due carburatori Keihin da 36 mm                                                                                                   |
| Potenza: 70 CV a 7.250 giri/min                                                 | Potenza: 70 CV a 7.250 giri/min | Coppia: | Coppia: | Rapporto di compressione: 10,2:1 | Rapporto di compressione: 10,2:1 |
| Frizione: multidisco in bagno d'olio                                            | Frizione: multidisco in bagno d'olio | Frizione: multidisco in bagno d'olio | Cambio: 5 marce in semiblocco, comando a leva singola sulla sinistra                                                                             | Cambio: 5 marce in semiblocco, comando a leva singola sulla sinistra                                                                             | Cambio: 5 marce in semiblocco, comando a leva singola sulla sinistra                                                                             |
| Accensione                                                                      | elettronica | elettronica | elettronica | elettronica | elettronica |
| Trasmissione                                                                    | primaria a ingranaggi; finale a catena | primaria a ingranaggi; finale a catena | primaria a ingranaggi; finale a catena | primaria a ingranaggi; finale a catena | primaria a ingranaggi; finale a catena |
| Avviamento                                                                      | elettrico | elettrico | elettrico | elettrico | elettrico |
| Ciclistica                                                                      | | | | | |
| Telaio                                                                          | tubolare in acciaio a doppia culla chiusa | tubolare in acciaio a doppia culla chiusa | tubolare in acciaio a doppia culla chiusa | tubolare in acciaio a doppia culla chiusa | tubolare in acciaio a doppia culla chiusa |
| Sospensioni                                                                     | Anteriore: forcella teleidraulica da 41 mm, regolabile nel precarico / Posteriore: forcellone a doppio braccio con due ammortizzatori regolabili | Anteriore: forcella teleidraulica da 41 mm, regolabile nel precarico / Posteriore: forcellone a doppio braccio con due ammortizzatori regolabili | Anteriore: forcella teleidraulica da 41 mm, regolabile nel precarico / Posteriore: forcellone a doppio braccio con due ammortizzatori regolabili | Anteriore: forcella teleidraulica da 41 mm, regolabile nel precarico / Posteriore: forcellone a doppio braccio con due ammortizzatori regolabili | Anteriore: forcella teleidraulica da 41 mm, regolabile nel precarico / Posteriore: forcellone a doppio braccio con due ammortizzatori regolabili |
| Freni                                                                           | Anteriore: a disco singolo da 320 mm con pinza a 2 pistoncini; / Posteriore: a disco singolo da 255 mm con pinza a 2 pistoncini.                 | Anteriore: a disco singolo da 320 mm con pinza a 2 pistoncini; / Posteriore: a disco singolo da 255 mm con pinza a 2 pistoncini.                 | Anteriore: a disco singolo da 320 mm con pinza a 2 pistoncini; / Posteriore: a disco singolo da 255 mm con pinza a 2 pistoncini.                 | Anteriore: a disco singolo da 320 mm con pinza a 2 pistoncini; / Posteriore: a disco singolo da 255 mm con pinza a 2 pistoncini.                 | Anteriore: a disco singolo da 320 mm con pinza a 2 pistoncini; / Posteriore: a disco singolo da 255 mm con pinza a 2 pistoncini.                 |
| Pneumatici                                                                      | anteriore 100/90-18, posteriore 130/80-17 | anteriore 100/90-18, posteriore 130/80-17 | anteriore 100/90-18, posteriore 130/80-17 | anteriore 100/90-18, posteriore 130/80-17 | anteriore 100/90-18, posteriore 130/80-17 |
| Prestazioni dichiarate                                                          | | | | | |
| Velocità massima                                                                | 191 km/h | 191 km/h | 191 km/h | 191 km/h | 191 km/h |
| Accelerazione                                                                   | n.d. s | n.d. s | n.d. s | n.d. s | n.d. s |
| Consumo                                                                         | urbano: 15.5 km/l | urbano: 15.5 km/l | urbano: 15.5 km/l | urbano: 15.5 km/l | urbano: 15.5 km/l |
| Fonte dei dati: http://www.dueruote.it/nuovo/triumph/triumph-thruxton-900-435-1 | | | | | |